# 穴吹智
穴吹 智（日语：あなぶき さとる）（1921年12月5日 - 2005年6月）大日本帝国陆军第6期飞行员，也是第二次世界大战的王牌飞行员，最终阶级是陆军曹长。战后加入陆上自卫队，于1971年退役，最终阶级是2等陆军中佐。
穴吹智操纵的主要机体是一式战斗机Ki-43，主要活跃于中日战争的缅甸和印度地区。绰号是“白色电光战斗穴吹”、“好运之穴吹”、“缅甸的桃太郎”等。其中“白色电光战斗穴吹”是他本人最喜欢的称号。他为自己的机体取名「吹雪号」和「君風号」。与同是王牌飞行员的佐佐木勇与下川幸雄被誉为第50陆军航空队的三羽乌之一。

## 生平
穴吹智生于1921年（大正10年）12月5日，出生于香川县绫歌郡山田村（现绫川町）一个农村家庭，父亲穴吹保太郎的12名孩子中，穴吹智排名第8。
中学毕业后，他参加了陆军学校考试，于1938年4月以少年飛行兵身份进入東京陸軍航空学校。1939年4月，作为陆军少年飛行兵第6期学生（同期生222名，战争中阵亡173名），进入熊谷陆军飞行学校，1940年10月进入大刀洗陆军飞行学校进行延长教育。1941年3月毕业后，作为陆军航空部队的战斗机飞行员，被分配到第50陆军航空队第3连队。同年10月，升晋陆军伍长。

## 战历生涯
随着太平洋战争的爆发，第50陆军航空队被分配到日军在南方作战的进攻队伍中，参与菲律宾战役。他在菲律宾上空巡航的时候，遭遇到1架落单的B-17轟炸機，但是他当时驾驶的九七式战斗机火力薄弱，他打完所有子弹也未能击落对方。直到1941年12月22日，他在林加延湾上空成功击落了美国陆军航空军的P-40戰鷹戰鬥機，成为他首次战果。 
1942年4月，第50陆军航空队回到日本，进行从九七式战斗机换成更先进的一式战斗机Ki-43II型的改编。穴吹智从自己的名字中取出一个字，为自己的战斗机取名为「吹雪号」。6月，第50陆军航空队转战缅甸、印度和中国西南方的战区，与英国皇家空军、美国陆军航空军交战。同年12月，穴吹智升任为军曹。在12月24日，他紧急从基地起飞迎击上空的敌军飞机，在起飞后忘记把战斗机的起落架收存的状态下进行空战，但还是成功击落2架飓风战斗机。直到空战结束后，他才注意到地面上映出的飞机影子，看到自机的起落架还沒收存（实际上是飞机的起落架发生故障，但他以为是自己忘记收存）。
1943年1月24日，穴吹智首次击落了第一架全副武装的B-24轰炸机，成为陆军航空队首个击落这种机型的飞行员。5月29日，他在孟加拉的吉大港市上空击落飓风战斗机和噴火戰鬥機。随着他的战斗机「吹雪号」的飞行时间达到240小时后，他的机体被送往航空工厂退役。取而代之，他接收到新的一式战斗机，他从妻子的名字（君子）中取了一个字，取名为「君风号」。
1943年10月8日，穴吹智和4位同僚驾驶一式战斗机Ki-43，从缅甸首都仰光的基地出击，前去拦截一个空袭仰光港的B-24轰炸机编队。他声称在这次战斗中，以「君风号」在勃生上空击落2架P-38閃電式戰鬥機和3架B-24轰炸机，但这一说法一直存在争议。在这空战中，他的飞机也被造成了巨大损坏，被迫降落在海岸线上，2天后才获救。为了表彰这一成就，第3航空军司令官授予他“特殊生还奖状”，这对于一个还活着的飞行员来说是史无前例的。日本的战地纪者将这消息发回本土后，陆军司令部将他塑造成英雄形象，使他名气响片整个亚洲战场，风头一时无两，为了避免他的战死影响前线士气，他在伤愈之后被禁止参与空战
1944年2月，穴吹智被陆军司令部进一步保护，调回日本担任明野陆军飞行学校的飞行教官。在故乡香川县的高松陆军机场（现高松机场）负责教育从缅甸返回日本的飞行学生。之后他重返菲律宾上空作战，参与呂宋島戰役，他改乘四式战斗机参与战斗，日军在菲律宾战败后退守台湾高雄。他宣称在空战中，击落了4架美国海军的F6F地獄貓戰鬥機。1944年12月，他被提升为陆军曹长。
随着日本在太平洋战争的败退，美军的轰炸机开始空袭日本本土，穴吹智被调回日本本土防御，负责迎击来袭的美军轰炸机编队，他驾驶五式战斗机与担任教官时的明野陆军飞行学校的飞行学员一起参与日本本土战役，他宣称最后一次的战果是击落1架B-29超級堡壘轟炸機。

## 战后
二战结束后，穴吹智于1950年加入國家警察预备队，随着日本自卫队50年代建立后加入陆上自卫队，成为一名直升机驾驶员，曾任陆上自卫队东北方面航空隊飞行队长等职。1971年，他宣布从陆上自卫队退役，最終階級是2等陆军中佐。此后，进入日本航空公司工作，直到1984年宣布退休。于2005年6月去世，享年83岁。

## 战绩
穴吹智的击落战绩比较混乱，他认为自己击落48架。日本陆军公布他的击落总数大约是51至53架，战后历史学者认为，他的击落总数只有30架左右。

### 争议
穴吹智在缅甸战役中的许多击落战绩都是通过与盟军在特定场合丢失的飞机记录互相比较而确定的。但是在一些案件中，甚至没有盟军飞机在坠落地点的行动记录而受到质疑，其中最著名的争议是1943年10月8日的战斗记录。
根据穴吹智宣称的报告，他在1943年10月8日驾驶自己的座机「君风号」与4名队友去迎击一支打算空袭仰光的B-24的轰炸队编队。但是他的飞机发动机的火花塞堵塞，因此比队友晚了5分钟起飞，等到他升空后，他的队友已经消失在雾霾的天气之中，只剩下他一个人孤军作战。之后他在5500米的高度上，发现敌机编队在他距离500米的下方；一支11架B-24的轟炸機和两架护航的P-38的编队。他对这支敌军编队发起突袭，成功击落2架P-38和3架B-24轰炸机。但是他的「君风号」也在战斗中受损，被迫降落在海岸线上，2天后才被获救返回基地。在这份报告中，他的空战地点在人烟稀少的深山丛林上空，因此沒有人目击他的战况（击落的战果也无法确认），他被迫降落在海岸上的机体也被大海捲走，因此也无法确认。
而根據盟軍在缅甸的官方记录，1943年10月8日当天，参与轰炸任务的美军第10航空軍和第14航空軍都宣称；「參與作戰的所有美軍飛機都安全返回」。而第10航空根本沒有進行针对仰光的空襲行動，而是针对仰光以北數百英里之外的拉希奧的敌军军营。第14航空軍则是轰炸河內附近的敌军军营。英国皇家空军的报告也宣称：「10月8日夜晚，英国皇家空軍的轰炸机对铁路设施的破坏行动中，沒有飛機在行動中損失」。
虽然在中国雲南省内有一支B-24轟炸機中隊可以出发空袭仰光，但这支部队当时在中国境内执行任务。英國皇家空軍在缅甸还有另外兩支裝備B-24轟炸機中隊，即第159和第160中隊。第159中队曾在10月9日晚上10时左右，出动3架B-24夜袭仰光，并损失了1架。而第160中隊唯一一次损失在10月26日，在海上被日本海军战斗机击落一架B-24。这两者的纪录也与穴吹智的报告有落差。
加藤隼战斗队（飞行第64战队）的伊藤直之少尉也对此提出了疑問，他對航空歷史作家梅本弘說過： 「一架一式战斗机的每挺機槍只有250發子彈，任何人都不可能用這麼少的彈藥擊落2架P-38和3架B-24」。

### 战绩
| 数组  | 日期       | 驾驶机体        | 击落机体                    | 注备                                     |
| ----- | ---------- | --------------- | --------------------------- | ---------------------------------------- |
| 1     | 22/12/1941 | Ki-27           | P-40                        | 菲律宾仁牙因湾                           |
| 2     | 不明       | Ki-27           | 不明                        | 不明                                     |
| 3     | 09/02/1942 | Ki-27           | P-40                        | 菲律宾巴丹半岛                           |
| 4     | 25/10/1942 | Ki-43           | P-40                        | 印度Chinskia                             |
| 5     | 10/12/1942 | Ki-43           | 飓风战斗机                  | 印度吉大港（现属孟加拉）                 |
| -     | 15/12/1942 | Ki-43           | 飓风战斗机                  | 印度吉大港（现属孟加拉），可能的（战果） |
| 6     | 20/12/1942 | Ki-43           | 飓风战斗机                  | 缅甸马圭                                 |
| 7     | 20/12/1942 | Ki-43           | 布伦亨式轰炸机              | 缅甸马圭（负伤）                         |
| 8     | 23/12/1942 | Ki-43           | 不明                        | 缅甸                                     |
| 9     | 23/12/1942 | Ki-43           | 布伦亨式轰炸机              | 缅甸马圭                                 |
| 10-12 | 24/12/1942 | Ki-43           | 3架飓风战斗机               | 缅甸马圭、一名英国空军少尉被俘           |
| 13    | 30/12/1942 | Ki-43           | 布伦亨式轰炸机              | 缅甸梅铁拉县                             |
| 14    | 14/01/1943 | Ki-43           | 飓风战斗机                  | 缅甸                                     |
| 15    | 16/01/1943 | Ki-43           | P-40                        | 中国雲南                                 |
| 16    | 17/01/1943 | Ki-43           | 飓风战斗机                  | 缅甸                                     |
| 17-18 | 19/01/1943 | Ki-43           | 2架飓风战斗机               | 缅甸阿恰布（实兑）                       |
| 19    | 24/01/1943 | Ki-43           | 威灵顿轰炸机                | 缅甸仰光                                 |
| 20    | 26/01/1943 | Ki-43           | B-24                        | 缅甸明家拉敦，                           |
| 21    | 30/01/1943 | Ki-43           | B-25                        | 缅甸东吁县                               |
| 22    | 28/02/1943 | Ki-43           | 布伦亨式轰炸机              | 缅甸阿恰布                               |
| 23    | 28/02/1943 | Ki-43           | 飓风战斗机                  | 缅甸阿恰布                               |
| -     | 02/03/1943 | Ki-43           | 飓风战斗机                  | 缅甸梅铁拉县，可能的（战果）             |
| 24    | 24/03/1943 | Ki-43           | B-25                        | 缅甸                                     |
| -     | 29/03/1943 | Ki-43           | 飓风战斗机                  | 缅甸Mondo，可能的（战果）                |
| 25-26 | 30/03/1943 | Ki-43           | 2架飓风战斗机               | 缅甸Mondo，                              |
| 27-29 | 31/03/1943 | Ki-43           | 3架飓风战斗机               | 印度Patenga                              |
| 30-31 | 04/04/1943 | Ki-43           | 2架飓风战斗机               | 印度Dohazali                             |
| -     | 20/04/1943 | Ki-43           | 飓风战斗机                  | 印度英帕尔，可能的（战果）               |
| 32    | 20/04/1943 | Ki-43           | P-36                        | 印度英帕尔                               |
| 33-34 | 21/04/1943 | Ki-43           | 2架P-36                     | 印度英帕尔                               |
| 35    | 28/04/1943 | Ki-43           | P-40                        | 中国昆明                                 |
| 36    | 04/05/1943 | Ki-43           | 飓风战斗机                  | 印度                                     |
| 37-40 | 15/05/1943 | Ki-43           | 4架P-40                     | 中国昆明                                 |
| 41-42 | 22/05/1943 | Ki-43           | 2架飓风战斗机               | 印度吉大港（现属孟加拉）                 |
| 43-44 | 29/05/1943 | Ki-43（吹雪号） | 1架飓风战斗机 1架喷火战斗机 | 印度吉大港（现属孟加拉），吹雪号退役     |
| 45-48 | 08/10/1943 | Ki-43           | 2架P-38，3架B-24            | 缅甸仰光（身负重伤）                     |
| 49-52 | 不明       | Ki-84           | 4架F6F地獄貓戰鬥機          | 菲律宾上空                               |
| 53    | 不明       | Ki-100          | B-29                        | 日本上空                                 |